# DJK Arminia Ibbenbüren
Die DJK Arminia Ibbenbüren (offiziell: Deutsche Jugendkraft Arminia Ibbenbüren 1929 e. V.) ist ein Sportverein aus Ibbenbüren im Kreis Steinfurt. Die erste Fußballmannschaft der Frauen nahm sechsmal am DFB-Pokal teil.

## Geschichte
Der Verein wurde im Jahre 1929 gegründet und gehörte dem DJK-Sportverband an. Im Jahre 1935 wurde der Verein von den Nationalsozialisten verboten und aufgelöst. Die Neugründung erfolgte nach dem Ende des Zweiten Weltkrieges. Neben Fußball bietet die DJK Arminia noch die Sportarten Fitness & Walking, Gesundheitssport, Kindertanzen, Leichtathletik, Radwandern, Tennis und Volleyball an.

### Frauenfußball
Die Fußballerinnen der DJK Arminia schafften im Jahre 1996 den Aufstieg in die Verbandsliga Westfalen. Zwei Jahre später gelang der Sprung in die seinerzeit zweitklassige Regionalliga West, aus der das Team zwei Jahre später absteigen musste. Der Wiederaufstieg gelang im Jahre 2004. Die erfolgreichsten Jahre der Vereinsgeschichte waren die Spielzeiten 2005/06 sowie 2008/09, wo die Ibbenbürenerinnen jeweils Dritte wurden. Seit dem Abstieg im Jahre 2014 tritt die Mannschaft in der viertklassigen Westfalenliga an.
Fünf Mal nahm die DJK Arminia am DFB-Pokal der Frauen teil. Die erste Teilnahme war in der Saison 1996/97, wo die Mannschaft nach einem Freilos in der zweiten Runde dem FC Rumeln-Kaldenhausen mit 0:10 unterlag. Ein Jahr später traf die Mannschaft nach einem erneuten Freilos in Runde zwei auf dem Bundesligisten FC Eintracht Rheine und unterlag nur knapp mit 0:1. Den ersten Sieg feierte die Mannschaft in der Saison 1998/99 mit 5:0 gegen den FTSV Lorbeer Rothenburgsort, bevor die DJK Arminia in Runde zwei gegen den Bundesligisten SSV Turbine Potsdam mit 0:10 unterlag.
Bei den letzten Teilnahmen avancierten die Ibbenbürenerinnen jeweils zum Überraschungsteam. Die Mannschaft schlug in der Saison 2008/09 mit Victoria Gersten und dem FC Gütersloh 2000 zunächst zwei Zweitligisten und unterlag im Achtelfinale dem VfL Sindelfingen mit 0:2. In der Saison 2016/17 setzte sich die Arminia zunächst gegen den FFV Leipzig und den Zweitligisten Bramfelder SV durch und traf im Achtelfinale auf den FC Bayern München, dem man allerdings mit 0:8 unterlag.

### Männerfußball
Die Männermannschaft der DJK Arminia Ibbenbüren spielte von 1976 bis 1979, von 1982 bis 1994, in der Saison 1997/98, von 2010 bis 2015, von 2017 bis 2019 und von 2020 bis 2022 in der Bezirksliga. Größter Erfolg war dabei der dritte Platz in der Saison 1991/92.

### Jugendfußball
Die U-17-Juniorinnen der DJK Arminia Ibbenbüren schafften am Ende der Saison 2018/19 den Aufstieg in die B-Juniorinnen-Bundesliga. Dies ist der größte sportliche Erfolg des Vereins. Mit dem Aufstieg sind die U-17-Mädchen die erste Mannschaft im Fußballkreis Tecklenburg die auf Bundesliga-Niveau spielen.

## Erfolge
- Achtelfinale im DFB-Pokal der Frauen: 2008/09, 2016/17
- Westfalenpokalsieger der Frauen: 1998, 2005, 2008, 2016
- Bundesliga Aufstieg der U17-Mädchen 2019

## Persönlichkeiten
- Paul Frommeyer
- Kerstin Garefrekes
- Christian Greve
- Michaela Hetke
- Franz-Josef Kemper